# Novigrad (Zadar)
Novigrad es un municipio de Croacia en el condado de Zadar.

## Geografía
Se encuentra a una altitud de 124 m s. n. m. a 277 km de la capital nacional, Zagreb.

## Demografía
En el censo 2011 el total de población del municipio fue de 2375 habitantes, distribuidos en las siguientes localidades:
- Novigrad - 534
- Paljuv - 371
- Pridraga - 1 470

| Gráfica de población de Novigrad 1857-2011                          |
|                                                                     |
| Según los censos de población de la oficina estadística de Croacia. |